# Biathlon aux Jeux olympiques de 2014 – Poursuite femmes
Navigation
Vancouver 2010 Pyeongchang 2018
L'épreuve féminine du 10 km poursuite aux Jeux olympiques d'hiver de 2014 a lieu le 11 février 2014 au complexe de ski de fond et de biathlon Laura. La poursuite est remportée par la Biélorusse Darya Domracheva devant la Norvégienne Tora Berger et la Slovène Teja Gregorin.

## Résultats
La course commence à 19 heures (UTC+4).
Légende : C - Couché ; D - Debout
| Rang                                | Dossard | Athlète                      | Nationalité        | Départ     | Pénalités (C+C+D+D) | Temps         | Retard         |
| ----------------------------------- | ------- | ---------------------------- | ------------------ | ---------- | ------------------- | ------------- | -------------- |
| Médaille d'or, Jeux olympiques      | 9       | Darya Domracheva             | Biélorussie        | 0 min 32 s | 1 (0+0+0+1)         | 29 min 30 s 7 |                |
| Médaille d'argent, Jeux olympiques  | 10      | Tora Berger                  | Norvège            | 0 min 34 s | 1 (0+0+0+1)         | 30 min 08 s 3 | +37 s 6        |
| Médaille de bronze, Jeux olympiques | 15      | Teja Gregorin                | Slovénie           | 0 min 42 s | 1 (0+0+1+0)         | 30 min 12 s 7 | +42 s 0        |
| 4                                   | 29      | Gabriela Soukalová           | République tchèque | 1 min 11 s | 1 (0+0+0+1)         | 30 min 18 s 3 | +47 s 6        |
| 5                                   | 12      | Valj Semerenko               | Ukraine            | 0 min 38 s | 1 (1+0+0+0)         | 30 min 23 s 6 | +52 s 9        |
| 6                                   | 1       | Anastasiya Kuzmina           | Slovaquie          |            | 2 (0+1+0+1)         | 30 min 29 s 1 | +58 s 4        |
| 7                                   | 2       | Olga Vilukhina               | Russie             | 0 min 20 s | 1 (0+1+0+0)         | 30 min 32 s 9 | +1 min 02 s 2  |
| 8                                   | 4       | Karin Oberhofer              | Italie             | 0 min 28 s | 1 (0+0+1+0)         | 30 min 37 s 8 | +1 min 07 s 1  |
| 9                                   | 24      | Ann Kristin Flatland         | Norvège            | 1 min 04 s | 0 (0+0+0+0)         | 30 min 40 s 2 | +1 min 09 s 5  |
| 10                                  | 3       | Vita Semerenko               | Ukraine            | 0 min 22 s | 2 (0+1+1+0)         | 30 min 40 s 3 | +1 min 09 s 6  |
| DSQ                                 | 28      | Olga Zaïtseva                | Russie             | 1 min 10 s | 0 (0+0+0+0)         | 30 min 43 s 0 | +1 min 12 s 3  |
| 11                                  | 5       | Anaïs Bescond                | France             | 0 min 30 s | 2 (0+0+1+1)         | 30 min 43 s 7 | +1 min 13 s 0  |
| 12                                  | 17      | Nadezhda Skardino            | Biélorussie        | 0 min 44 s | 1 (0+0+0+1)         | 30 min 43 s 7 | +1 min 13 s 0  |
| 13                                  | 20      | Marie Dorin Habert           | France             | 0 min 48 s | 1 (0+0+1+0)         | 30 min 53 s 6 | +1 min 22 s 9  |
| 14                                  | 13      | Selina Gasparin              | Suisse             | 0 min 40 s | 2 (0+0+1+1)         | 30 min 59 s 1 | +1 min 28 s 4  |
| 15                                  | 30      | Kaisa Mäkäräinen             | Finlande           | 1 min 12 s | 3 (0+0+2+1)         | 31 min 02 s 3 | +1 min 31 s 6  |
| 16                                  | 6       | Dorothea Wierer              | Italie             | 0 min 31 s | 2 (0+0+2+0)         | 31 min 03 s 2 | +1 min 32 s 5  |
| 17                                  | 14      | Susan Dunklee                | États-Unis         | 0 min 42 s | 4 (0+1+0+3)         | 31 min 11 s 6 | +1 min 40 s 9  |
| 18                                  | 21      | Monika Hojnisz               | Pologne            | 0 min 48 s | 2 (0+0+0+2)         | 31 min 14 s 0 | +1 min 43 s 3  |
| 19                                  | 7       | Weronika Nowakowska-Ziemniak | Pologne            | 0 min 31 s | 2 (1+0+1+0)         | 31 min 25 s 4 | +1 min 54 s 7  |
| 20                                  | 16      | Veronika Vítková             | République tchèque | 0 min 44 s | 2 (1+0+0+1)         | 31 min 42 s 9 | +2 min 12 s 2  |
| 21                                  | 26      | Olena Pidhrushna             | Ukraine            | 1 min 06 s | 1 (0+0+0+1)         | 31 min 54 s 2 | +2 min 23 s 5  |
| 22                                  | 19      | Yana Romanova                | Russie             | 0 min 47 s | 2 (0+1+1+0)         | 31 min 55 s 1 | +2 min 24 s 4  |
| 23                                  | 18      | Tiril Eckhoff                | Norvège            | 0 min 45 s | 6 (0+1+2+3)         | 32 min 12 s 3 | +2 min 41 s 6  |
| 24                                  | 32      | Zina Kocher                  | Canada             | 1 min 19 s | 4 (0+2+0+2)         | 32 min 15 s 1 | +2 min 44 s 4  |
| 25                                  | 23      | Éva Tófalvi                  | Roumanie           | 0 min 55 s | 3 (1+2+0+0)         | 32 min 15 s 3 | +2 min 44 s 6  |
| 26                                  | 11      | Evi Sachenbacher-Stehle      | Allemagne          | 0 min 34 s | 6 (2+1+1+2)         | 32 min 16 s 6 | +2 min 45 s 9  |
| 27                                  | 31      | Megan Imrie                  | Canada             | 1 min 13 s | 2 (1+0+1+0)         | 32 min 22 s 7 | +2 min 52 s 0  |
| 28                                  | 22      | Andrea Henkel                | Allemagne          | 0 min 55 s | 3 (0+1+1+1)         | 32 min 30 s 4 | +2 min 59 s 7  |
| 29                                  | 46      | Laura Dahlmeier              | Allemagne          | 1 min 56 s | 1 (0+0+0+1)         | 32 min 38 s 8 | +3 min 08 s 1  |
| 30                                  | 8       | Elisa Gasparin               | Suisse             | 0 min 31 s | 5 (2+1+1+1)         | 32 min 42 s 8 | +3 min 12 s 1  |
| 31                                  | 39      | Fuyuko Suzuki                | Japon              | 1 min 41 s | 1 (0+0+0+1)         | 32 min 49 s 0 | +3 min 18 s 3  |
| 32                                  | 37      | Liudmila Kalinchik           | Biélorussie        | 1 min 31 s | 2 (0+0+0+2)         | 32 min 54 s 9 | +3 min 24 s 2  |
| 33                                  | 33      | Krystyna Pałka               | Pologne            | 1 min 21 s | 3 (1+0+1+1)         | 32 min 56 s 3 | +3 min 25 s 6  |
| 34                                  | 43      | Jana Gereková                | Slovaquie          | 1 min 51 s | 4 (2+0+0+2)         | 32 min 57 s 7 | +3 min 27 s 0  |
| 35                                  | 35      | Synnøve Solemdal             | Norvège            | 1 min 25 s | 3 (1+0+0+2)         | 33 min 04 s 3 | +3 min 33 s 6  |
| 36                                  | 57      | Elena Khrustaleva            | Kazakhstan         | 2 min 23 s | 0 (0+0+0+0)         | 33 min 06 s 5 | +3 min 35 s 8  |
| 37                                  | 40      | Magdalena Gwizdoń            | Pologne            | 1 min 44 s | 2 (1+0+1+0)         | 33 min 14 s 3 | +3 min 43 s 6  |
| 38                                  | 27      | Lisa Hauser                  | Autriche           | 1 min 09 s | 3 (1+0+1+1)         | 33 min 25 s 0 | +3 min 54 s 3  |
| 39                                  | 41      | Franziska Preuß              | Allemagne          | 1 min 46 s | 3 (0+2+1+0)         | 33 min 34 s 0 | +4 min 03 s 3  |
| 40                                  | 58      | Darya Usanova                | Kazakhstan         | 2 min 27 s | 2 (1+0+0+1)         | 33 min 54 s 6 | +4 min 23 s 9  |
| 41                                  | 45      | Eva Puskarčíková             | République tchèque | 1 min 54 s | 2 (0+0+1+1)         | 33 min 59 s 0 | +4 min 28 s 3  |
| 42                                  | 51      | Diana Rasimovičiūtė          | Lituanie           | 2 min 12 s | 2 (0+0+0+2)         | 34 min 07 s 1 | +4 min 36 s 4  |
| 43                                  | 47      | Anaïs Chevalier              | France             | 1 min 57 s | 1 (1+0+0+0)         | 34 min 14 s 5 | +4 min 43 s 8  |
| 44                                  | 25      | Rosanna Crawford             | Canada             | 1 min 04 s | 7 (2+3+2+0)         | 34 min 15 s 6 | +4 min 44 s 9  |
| 45                                  | 52      | Victoria Padial              | Espagne            | 2 min 15 s | 2 (1+0+0+1)         | 34 min 30 s 3 | +4 min 59 s 6  |
| 46                                  | 60      | Ekaterina Shumilova          | Russie             | 2 min 32 s | 3 (0+2+1+0)         | 34 min 34 s 2 | +5 min 03 s 5  |
| 47                                  | 38      | Michela Ponza                | Italie             | 1 min 40 s | 3 (1+1+0+1)         | 34 min 36 s 4 | +5 min 05 s 7  |
| 48                                  | 54      | Nicole Gontier               | Italie             | 2 min 20 s | 6 (2+2+0+2)         | 34 min 37 s 5 | +5 min 06 s 8  |
| 49                                  | 55      | Jialin Tang                  | Chine              | 2 min 20 s | 2 (0+1+0+1)         | 34 min 40 s 4 | +5 min 09 s 7  |
| 50                                  | 44      | Sara Studebaker              | États-Unis         | 1 min 53 s | 5 (3+1+0+1)         | 35 min 00 s 0 | +5 min 29 s 3  |
| 51                                  | 50      | Jitka Landová                | République tchèque | 2 min 10 s | 5 (0+2+3+0)         | 35 min 37 s 6 | +6 min 06 s 9  |
| 52                                  | 49      | Yan Zhang                    | Chine              | 2 min 03 s | 2 (0+2+0+0)         | 36 min 12 s 1 | +6 min 41 s 4  |
| 53                                  | 53      | Annelies Cook                | États-Unis         | 2 min 17 s | 5 (2+1+1+1)         | 36 min 20 s 9 | +6 min 50 s 2  |
| 54                                  | 48      | Johanna Talihärm             | Estonie            | 2 min 03 s | 5 (2+0+0+3)         | 37 min 52 s 5 | +8 min 21 s 8  |
| 55                                  | 34      | Nastassia Dubarezava         | Biélorussie        | 1 min 23 s | 12 (1+4+4+3)        | 41 min 01 s 8 | +11 min 31 s 1 |
|                                     | 59      | Megan Heinicke               | Canada             | 2 min 28 s | 8 (2+1+3+2)         | DNF           |                |
|                                     | 36      | Mari Laukkanen               | Finlande           | DNS        |                     |               |                |
|                                     | 42      | Juliya Dzhyma                | Ukraine            | 1 min 49 s |                     | DNS           |                |
|                                     | 56      | Marie-Laure Brunet           | France             | 2 min 21 s |                     | DNS           |                |